# كوتارو فوجكاوا
كوتارو فوجكاوا (باليابانية: 藤川 虎太朗) (24 يوليو 1998 في فوكوكا في اليابان – )؛ هو لاعب كرة قدم كان يلعب كلاعب وسط.

## وصلات خارجية
- كوتارو فوجكاوا على موقع رابطة كرة القدم اليابانية للمحترفين (اليابانية)
- كوتارو فوجكاوا على موقع قاعدة بيانات كرة القدم.إي يو (الإنجليزية)
- كوتارو فوجكاوا على موقع Soccerway.com (الإنجليزية)
- كوتارو فوجكاوا على موقع عالم كرة القدم.نت (الإنجليزية)